# Campagne pour le désarmement nucléaire
Pour les articles homonymes, voir CND.

Le symbole de CND, créé par Gerald Holtom en 1958. Il devint ultérieurement un symbole de la paix universel utilisé sous de nombreuses versions différentes à travers le monde.

La Campagne pour le désarmement nucléaire (CND) désigne à la fois l'action et la traduction du nom d'une organisation antinucléaire britannique (Campaign for Nuclear Disarmament alias CND) qui est favorable au désarmement nucléaire unilatéral du Royaume-Uni, ainsi qu'au désarmement nucléaire international et à une réglementation internationale plus sévère par des accords. 
Parmi ses fondateurs on compte Bertrand Russell, Victor Gollancz, J. B. Priestley, Fenner Brockway, John Collins et Michael Foot.

## Action
La « campagne pour le désarmement nucléaire de non-prolifération des armes nucléaires et le désarmement nucléaire unilatéral dans le Royaume-Uni depuis 1957 », dont le logo est maintenant un symbole international de la paix, est devenu un groupe de plaidoyer antiguerre. Le logo représente la superposition des lettres D et N selon l'alphabet sémaphore.